# Трајанов стуб
Трајанов стуб (итал. Colonna di Traiano, лат. Columna Traiana) је дорски стуб подигнут у част римског цара Трајана на његовом форуму у Риму. Стуб се и данас налази на свом првобитном месту и представља најимпозантнији споменик Трајановог форума и ремек-дело римског вајарства.
Висина стуба без постоља је 29,78 метара (са постољем 39,83 метара). Стуб се састоји од 29 делова који су израђени од белог мермера. Највећи део је тежак 77 тона. На врху стуба налази се бронзана скулптура Светог Петра, свеца заштитника града. Првобитно се на том месту налазила позлаћена скулптура цара Трајана али је она изгубљена у 16. веку. Стуб је инаугурисан (свечано откривен) 18. маја 113. године. На спиралном фризу који 23 пута обилази стуб, дужине 200 метара, приказане су сцене из Трајановог војног похода против Дачана (година 101/102 и 105/106). Укупно је приказано 2500 људских фигура висине од 60 до 75 центиметара. Цар је присутан у 60 сцена. Представе римске војске дају увид у одећу и оружје у 2. веку.
Мотив за подизање овог споменика је тријумф над Дачанима, племеном које је било настањено на подручју данашње Румуније. За време вишегодишњег рата са Дачанима, Трајан их је неколико пута победио на властитом тлу и вратио се у Рим са запањујућим пленом у злату и сребру, који је, како су навели тадашњи историчари, променио изглед Рима.
Због аеро-загађења у Риму данас су многе представе толико кородирале да се једва могу препознати. И поред тога, ово је један од најбоље очуваних староримских споменика. Унутар стуба се степеницама може доћи до врха и изаћи на малу терасу.